# 그래픽 디자이너

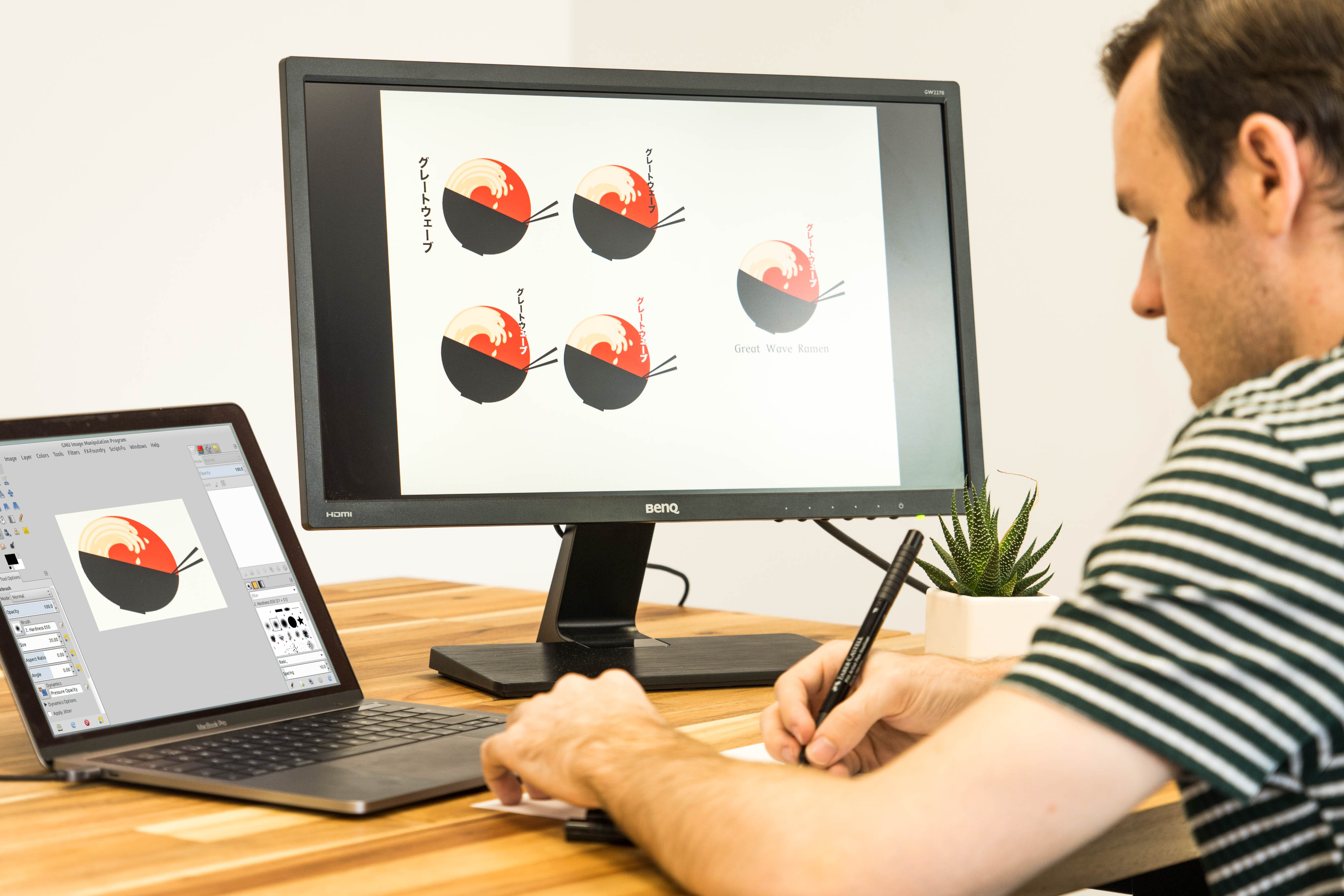
그래픽 디자이너

그래픽 디자이너(graphic designer)란 그래픽 디자인을 전문적으로 하는 사람이다. 어떤 메시지의 시각적 전달을 목적으로 한 시각 디자인 중에서 주로 인쇄물 등을 위한 평면적 표현의 인쇄기술을 적용하여 다양한 제품에 문양을 그리거나 광고, 패키지, 책표지, 카탈로그 등을 창작 및 제작하는 데 관련된 업무를 수행하는 사람이다.
추가하여, 넓게는 그래픽이 사용되는 모든 분야에서 디자인과 관련된 일을 한다고 볼 수 있다. 과거 인쇄 매체에 국한되지 않고 온라인 즉 웹디자인, 모바일 어플리케이션 디자인, 게임 디자인, 모션 디자인, CG, VFX, 영상 디자인, AR 등을 포함하여 말할 수 있다.
편집 디자인을 인쇄 매체에서 하면 편집 디자이너, 웹과 모바일에서 하면 웹디자이너라고 통상 일컫는데, 디자인을 풀어나가는 원리는 같지만 기술적인 베이스가 전혀 다르므로 웹과 인쇄를 둘 다 아우르는 것은 아니다. 웹에서는 UI(User Interface)와 UX(User Experience)디자인이 있다.
아이덴티티 디자이너는 기업 또는 브랜드의 로고를 기본으로 기타 제반의 실행 시스템을 만든다. 이 또한 오프라인 기반과 온라인 기반을 둘 다 제작하기 원하는 기업들이 늘면서 단순한 로고 디자인이 아닌 브랜드 경험(BX, brand experience)을 만드는 것이 목표인 경우가 늘고 있다.
광고 디자인 또한 인쇄와 웹기반으로 나뉘게 되며 컨텐츠 디자이너, 웹광고 디자이너 등 세분화 되고 있고, 최근에는 유튜브 등의 영상 시청이 증가하면서 해당 분야의 니즈가 늘고 있으며, 좀 더 효과적인 시선을 사로잡는 영상과 CG등의 기술을 요하고 있다.
캘리그라피, 캐릭터 디자인, 이모티콘 디자인, 아이콘 디자인, 일러스트레이터, 만화 등의 분야도 있다.

## 교육
- 대학 또는 전문대학의 산업디자인, 시각디자인 관련학과 졸업
- 비전공 또는 사설학원의 그래픽디자인 과정 이수

## 취업
- 광고대행사
- 기업체의 홍보실
- 신문사, 잡지사, 방송사
- 웹디자인 에이전시
- 게임 제작사
- 브랜딩 디자인 에이전시
- IT 포털 및 스타트업
- 컨텐츠 전문 제작사
- 출판사

## 포트폴리오
디자인업계에서는 부수적인 자격증 보다는 실력과 경력을 중시하는 경향이 있다. 포트폴리오는 자신의 이력이나 경력 또는 실력 등을 알아볼 수 있도록 자신이 과거에 만든 작품이나 관련 내용 등을 모아 놓은 자료철 또는 자료 묶음, 작품집으로, 실기와 관련된 경력증명서이다. 따라서 포트폴리오는 취업에 있어서 중요한 부분이라고 할 수 있다.
예전에는 바인더, 클리어파일, 스크랩북 등을 이용했는데, IT의 발달로 e-mail로 포트폴리오를 제출하는 것을 요구한다. 개인 웹사이트 또는 pdf파일, jpg,  영상 등으로 제출한다.
포트폴리오는 자신의 실력을 남에게 보여주기 위한 자료철이기 때문에 자신의 독창성과 능력을 한눈에 알아볼 수 있도록 간단 명료하게 만드는 것이 좋다. 포트폴리오의 수와 질을 판단하여 지망 분야를 하나로 정하는 것이 효과적이다.

## 사용 소프트웨어
- 2D: 어도비 일러스트레이터(Adobe Illustrator), 어도비 포토샵(Adobe Photoshop), 어도비 인디자인(Adobe Indesign), 어도비 XD, 스케치(Sketch), 피그마(Figma)
- 3D: 시네마4D(Cinem 4D), 3Ds Max, Z Brush, Maya.
- Motion: 어도비 After Effect,
- 영상: 어도비 Premier Pro, 애플 Final Cut